# Villa Juge
La villa Juge est une voie du 15e arrondissement de Paris, en France.

## Situation et accès
La villa Juge est une voie publique située dans le 15e arrondissement de Paris. Elle débute au 20, rue Juge et se termine au 4, villa de Grenelle.

## Origine du nom

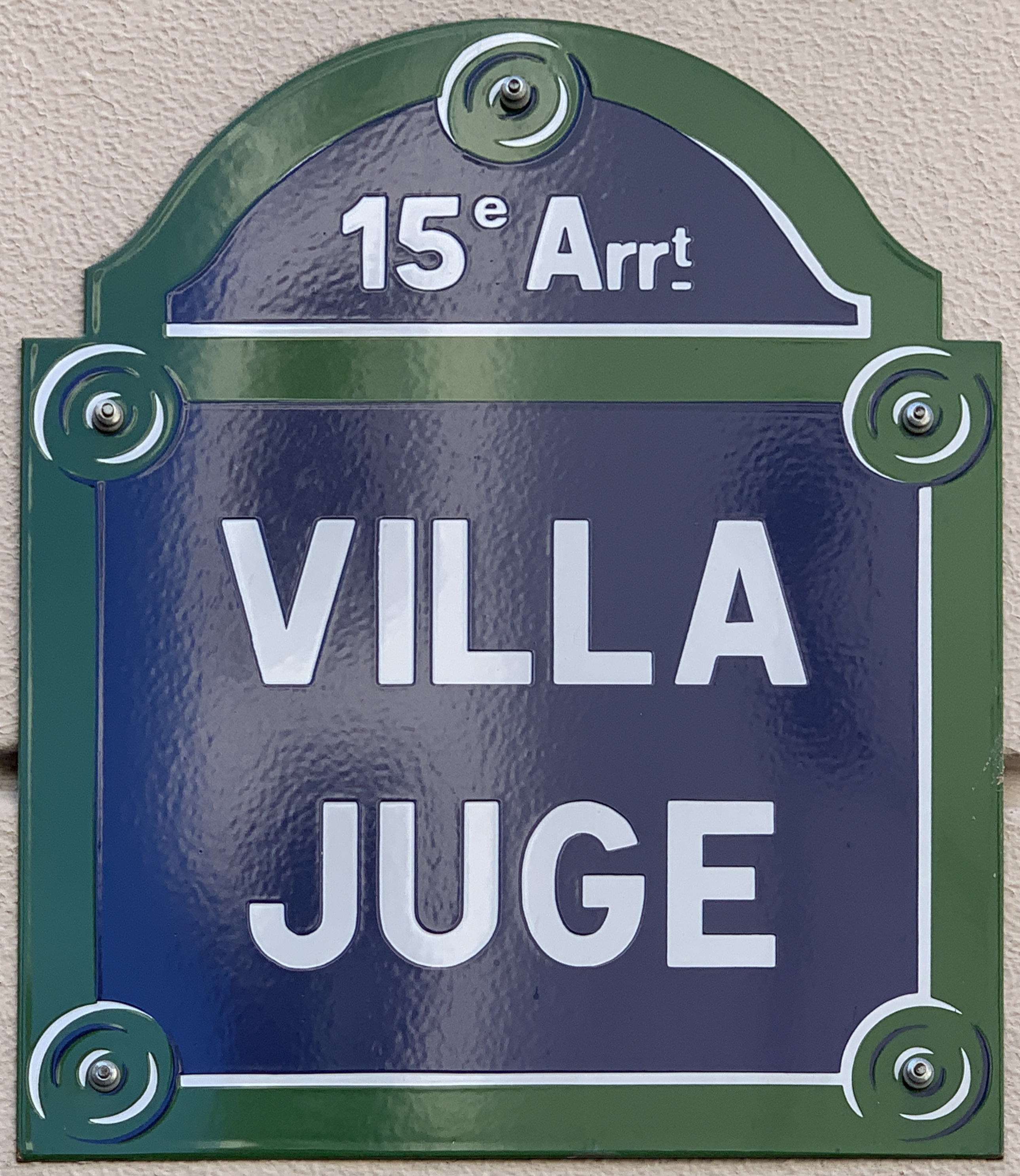
Plaque de la villa.

Comme la rue Juge, elle tient son nom de monsieur Louis Augustin Juge, ancien avoué, maire de la commune de Grenelle de 1831 à 1845.

## Historique
La voie est ouverte en 1897 sous le nom de « rue Anderson » et prend sa dénomination actuelle en 1898.
La villa Juge était une voie privée qui est devenue publique dans le milieu des années 1980.